# Pierre Luc Charles Ciceri
Pour les articles homonymes, voir Ciceri.
Pierre Luc Charles Ciceri (parfois francisé en Cicéri, voire Cicery), né le 18 aout 1782 à Saint-Cloud et mort le 22 aout 1868 à Saint-Chéron, est un peintre et décorateur de théâtre français.

## Biographie
Ciceri est issu d’une famille milanaise établie dans la mercerie, venue s’installer en France à Saint-Cloud, où il est né. Son père se lance ensuite au Palais-Royal dans le commerce de lunettes. Le jeune homme fait d’abord de brillantes études musicales. À quatorze ans, il joue parfaitement du violon et il est engagé au théâtre d’ombres de Dominique Séraphin dont il assure à lui seul toute la partie musicale. Son ami Jean Elleviou, qui avait reconnu sa belle voix de ténor, le fait entrer au Conservatoire de musique. Il s’y perfectionnait depuis quelques d’années quand, une voiture l’ayant renversé et rendu infirme, il doit renoncer au chant.
En 1802, il étudie le dessin auprès de l’architecte François-Joseph Bélanger, puis, en 1806, il se passionne pour les décorations scéniques dans les ateliers de l’Opéra de Paris. Son talent et son goût artistiques le font nommer, en 1810, peintre-décorateur, puis en 1818, décorateur en chef de cet établissement où il reste trente-deux ans. À partir de 1822, il règne sur les décors à l’Opéra et acquiert une réputation européenne car il a révolutionné le genre. Il travaille aux côtés d'artistes qui contribuent au renouvellement de la scène, tel Alaux l'Aîné, qui créa, en 1821, un théâtre nouveau baptisé Panorama-Dramatique et qui était lui-même un peintre-décorateur, rencontré durant son apprentissage.
Sa collaboration avec Louis-Jacques Daguerre, élève d’Ignace Degotti, est une chance pour Ciceri. Cet artiste plein d'imagination et d’ingéniosité apporte une créativité si décisive qu’on a pu écrire que Daguerre inventait et que Ciceri exécutait. Ils bénéficient des apports du diorama et du cyclorama. Ils étaient tous deux des inventions déjà en usage mais des curiosités indépendantes. C'est notamment l'opéra du Prophète de Meyerbeer et celui de Moïse de Rossini qui en bénéficient avec succès. La grande nouveauté est le gaz d’éclairage de Philippe Lebon avec sa « thermolampe » de 1785, qui remplace peu à peu dans les salles de spectacle les quinquets à huile. L'éclairage électrique n'est disponible au théâtre qu'à partir de 1846. Cet éclairage modulable et précis (spot sur un acteur ou éclairage d’une portion de scène) est une révolution : la salle était jusque-là éclairée par les lustres en même temps que la scène ; et les spectateurs, désormais plongés dans le noir, peuvent s’immobiliser et se concentrer sur ce qui se passe sur la scène et assistent à un spectacle d’autant plus fascinant. Des artistes avaient déjà tenté d’améliorer les décors et la machinerie des théâtres. Julien-Michel Gué est l’un des plus remarquables. Lithographe et lui-même décorateur, élève de David et second prix de Rome, il avait travaillé au Panorama-Dramatique et à la Gaîté. Il avait fait avant Daguerre des travaux sur la mécanique et l’optique et avait exposé, au Salon de 1819, mais sans application au théâtre, deux tableaux transparents qui avaient émerveillé.

## Réalisations
On doit à Ciceri plus de 300 réalisations de décors. Il a travaillé pour de nombreux théâtres de province, de Paris, et de l’étranger. Les spectacles étaient onéreux mais leur succès était à la hauteur.
- 1810 : décoration du Grand Théâtre de Cassel, sur commande de Jérôme Bonaparte, roi de Westphalie.
- 1810 : décoration du Théâtre à l'italienne de Douai sur commande de la ville.
- 1811 : décoration pour l’anniversaire du roi, Jérôme Bonaparte.
- 1822 : Aladin, ou La lampe merveilleuse, de Nicolò, salle Le Peletier. Le Palais de lumière : installation du premier éclairage au gaz par Daguerre. Le spectacle, selon Gustave Chouquet, coûta la somme exorbitante de 170 000 francs.
- 1825 : La Belle au bois dormant (ballet), musique de Hérold, livret de Scribe, chorégraphie de Aumer. Un cyclorama sera utilisé pour l’arrivée du Prince en bateau, pour simuler des ondulations aquatiques.
- 1825 : décorations pour le sacre de Charles X, à Reims, secondé par Charles Nicolas Lafond[3].
- 1828 : La Muette de Portici, d’Auber, livret de Scribe et Germain Delavigne. Diorama : le Vésuve en éruption. L’héroïne se jetant dans la lave. Machinerie et décors inspirés de la mise en scène de Sanquirico dans Les derniers jours de Pompéi de Pacini.
- 1829 : Guillaume Tell, de Rossini, livret de Jouy et Bis. Où est représenté le lac des Quatre-Cantons pour lequel le maître décorateur par souci de réalisme ne craignait pas de se documenter au plus près : il visita la Suisse et ses décors alpins.
- 1831 : Robert le Diable, de Meyerbeer, livret de Scribe. Les ruines du couvent Sainte-Rosalie avec la danse macabre des nonnes sorties de leur tombeau. « Vérité prodigieuse ! » s’était exclamé Théophile Gautier. Ciceri avait en effet visité le cimetière de l’ancien couvent de Montfort-l'Amaury pour les décors de la pièce.

Décors de Pierre Luc Charles Ciceri
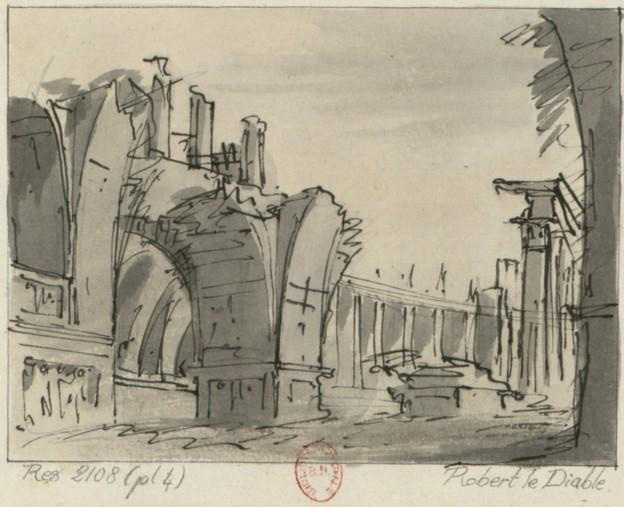
Tombeaux dans les ruines, croquis préparatoire pour le tableau 2 de l'acte III de Robert le Diable (1831).
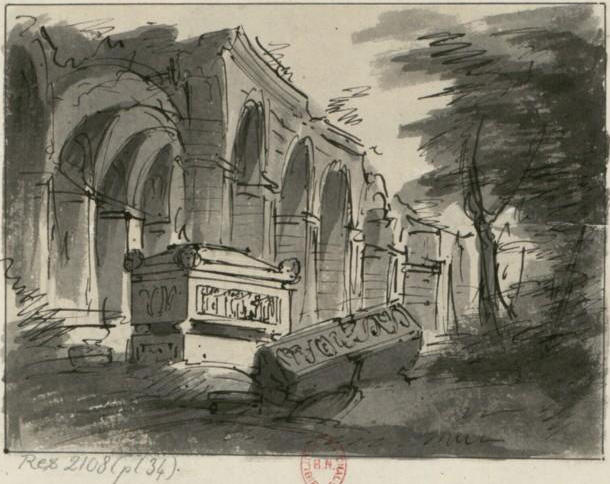
Tombeaux dans les ruines, croquis préparatoire pour le tableau 2 de l'acte III de Robert le Diable (1831).
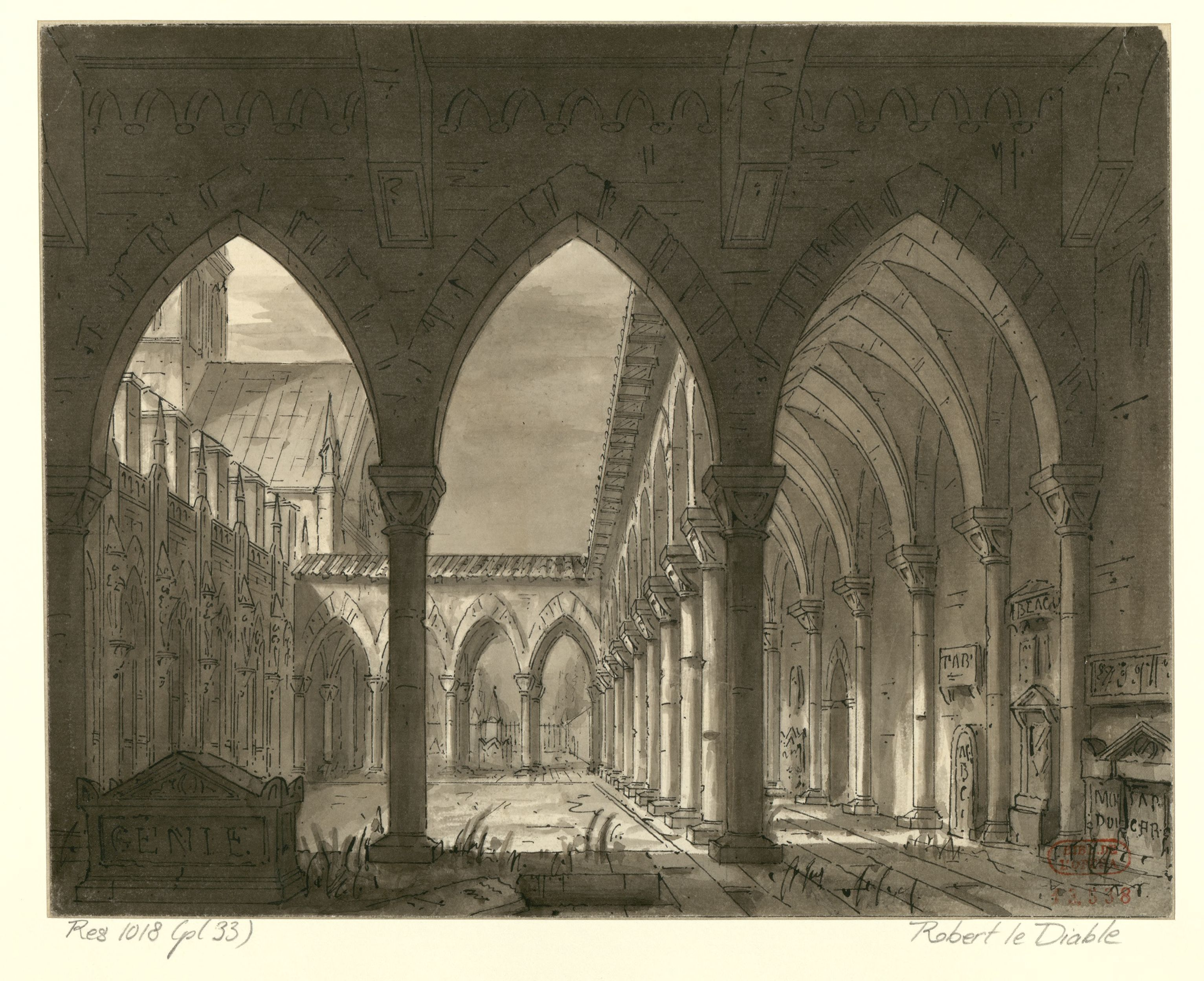
Le cloître, esquisse préparatoire pour le tableau 2 de l'acte III de Robert le Diable (1831).

- 1835 : La Juive, de Halévy, livret de Scribe.
- 1841 : Giselle, d’Adam. Clairière avec les tombes, demeures des Wilis.
- 1845 : La Biche au bois, ou Le Royaume des Fées, de Pilati, livret de Cogniard. « En quelques heures, toute la Création vous passe devant les yeux[4]. » écrivait Théophile Gautier.
- 1849 : Le Prophète, de Meyerbeer, livret de Scribe. Acte III : l’aurore apparaît avec des rayons de soleil qui se propagent à travers une brume. Ils sont produits, dans un dispositif tournant, par un éclairage électrique à arc-carbone (électrodes).
- 1860 : Moïse en Égypte, de Rossini. Éclairage à travers un prisme pour simuler un arc-en-ciel.

Décors de Pierre Luc Charles Ciceri
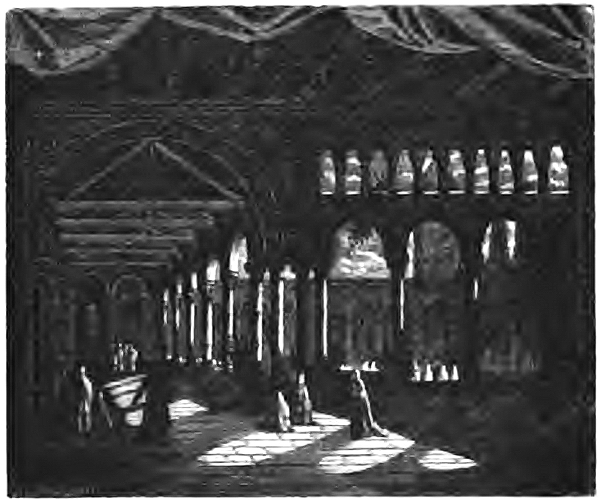
Décor pour Robert le Diable, inspiré du cimetière de Montfort-L'Amaury.
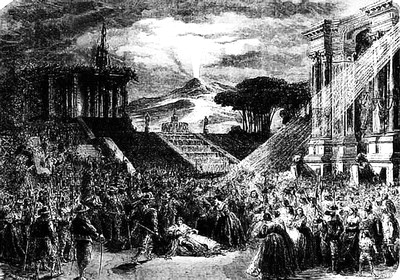
Acte de La Muette de Portici, avec simulacre d'éruption volcanique.
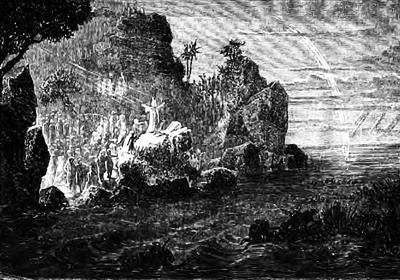
Acte du Moïse de Rossini, avec simulation d'un arc-en-ciel.
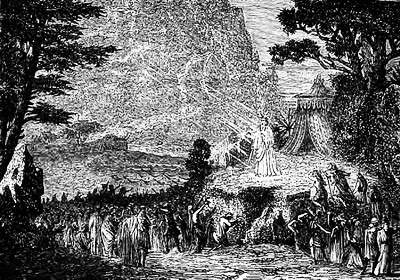
Acte du Moïse de Rossini, avec effet de rayons de soleil à travers les nuages.

Les pièces de théâtre ne sont pas oubliées : en 1829, les décors de Henri III et sa cour d'Alexandre Dumas père, qui fut un succès retentissant. La pièce est « surtout faite pour les yeux » écrivait Gœthe dans ses Conversations avec Eckermann, véritable événement dans l'art du spectacle », et d’Othello de Vigny, sans oublier, en 1830, Hernani et sa bataille.

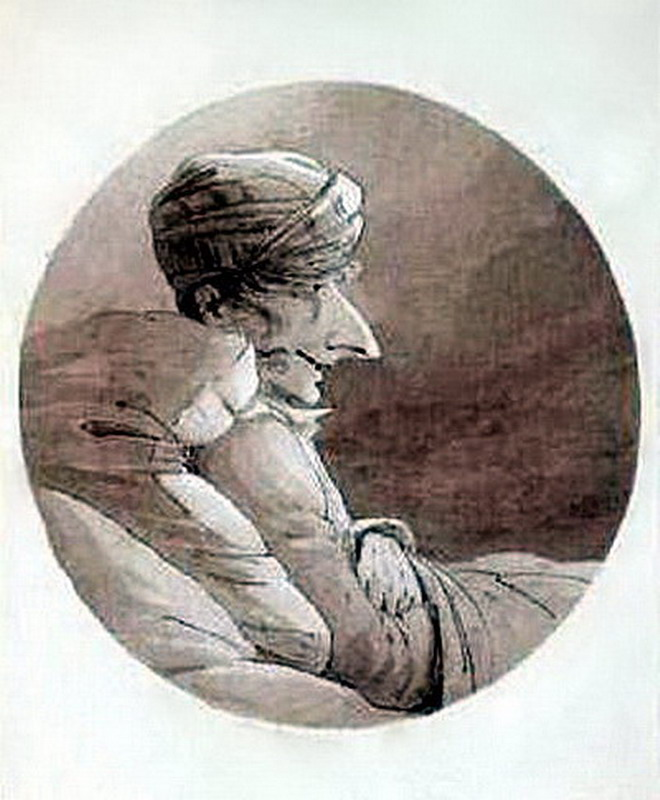
Ciceri, caricaturé par son beau-père, le peintre Jean-Baptiste Isabey.

À partir de 1832, Ciceri n’a pratiquement plus l’exclusivité des travaux de décoration et ses disciples volent de plus en plus de leurs propres ailes, pas mécontents de se soustraire à l’autorité un rien despotique du « sorcier du moment ». Deux ateliers indépendants se forment aux alentours de 1838 et, pour ne citer que les plus connus des collaborateurs : d’un côté, Charles Séchan, Léon Feuchère, Jules-Pierre-Michel Dieterle, Édouard Desplechin ; de l’autre, René Pilastre, Charles-Antoine Cambon, Philippe Chaperon, et ses deux gendres, François-Joseph Nolau et Auguste Alfred Rubé.
En 1843, au cours d'un séjour aux Eaux-Bonnes, station pyrénéenne qui aura connu beaucoup de peintres romantiques, il peint de nombreux paysages.

Inspiré à la fois par Jean-Baptiste Isabey et le style italien, Ciceri est résolument romantique et peint des structures fuyant le linéaire, au style le plus dépouillé : la perspective est changée, la profondeur se creuse et la répartition scénique s’élargit (les coulisses traditionnelles disparaissent). Sa palette est étendue : épisodes historiques, paysages romantiques, scènes intimes, illustrations fantastiques… La lumière est primordiale : clartés brumeuses, nuageuses, clair-obscur, soleils levants ou couchants, nocturnes, architectures gothiques, romantiques (ruines) ou fantastiques… Il a mis à son service toutes les techniques de son époque. Il est le lointain précurseur d’Adolphe Appia. La mise en scène de l’opéra en a été définitivement transformée. Alphonse Leveaux écrit, en 1886, dans Nos théâtres de 1800 à 1880 : 

« Les successeurs des Ciceri, des Philastre et des Cambon nous font admirer aujourd’hui de très beaux décors. Mais cela n’est pas supérieur à ce qui a été fait pour La Muette de Portici, Robert le Diable, La Sylphide. »

Il a eu de la fille de son ami le peintre Jean-Baptiste Isabey, épousée le 24 février 1810 à Paris 2e, six enfants dont un fils, Eugène Ciceri, auquel il donnera le goût de la peinture et qui deviendra un aquarelliste et lithographe réputé. Pierre-Luc-Charles Ciceri avait lui-même exposé des aquarelles aux Salons de 1827, 1831 et 1839.
Honoré de son vivant – chevalier de la Légion d'honneur et de l’ordre de Westphalie, Inspecteur des théâtres impériaux, membre de l’Académie de Copenhague – il se retire à Saint-Chéron. Il décore lui-même une première demeure qu'il habite quelque temps. À sa mort, il est inhumé dans le vieux cimetière de Saint-Chéron.

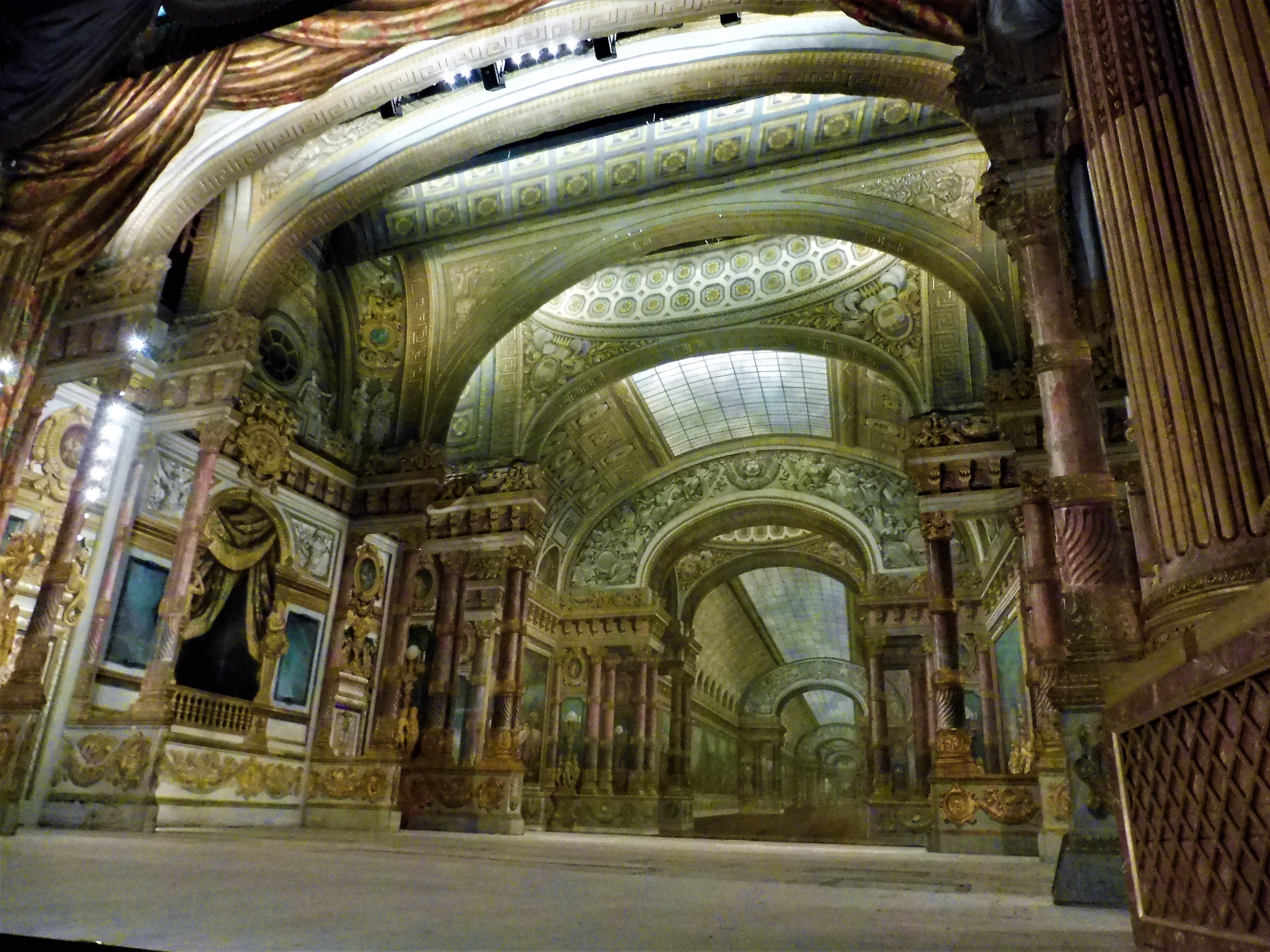
Le décor Palais de marbre rehaussé d'or crée pour l'opéra royal du château de Versailles à l'occasion de l'inauguration du musée de l'Histoire de France en 1837, recréé et reconstitué en 2018.

## Aquarelles
- Gray, musée Baron-Martin :
  - Les Trois Peupliers, 1861, 12 × 20 cm ;
  - Le Grand Arbre au bord de l'étang, 13 × 21 cm ;
  - La Promenade le long d'une route, aquarelle, 1861, 13 × 19 cm ;
  - La Promenade près d'une sablière, 1858, 13 × 17 cm ;
  - La Maison forestière, 1863, 11 × 20 cm ;
  - Petit paysage (6 personnages et un âne), 8 × 10 cm ;
  - Petit paysage (6 personnages et un arbre), 8 × 10 cm ;
  - Rue de village,1825, aquarelle.

## Élèves
- Victor Chenillon (1809-1880)
- Eugène Cicéri, son fils
- Prosper Marilhat (1811-1847)
- Auguste Mathieu (1807-1863)
- Georges Och (1800-1863)
- Auguste Alfred Rubé, son gendre (1817-1899)

## Iconographie
- Un décor d'opéra de Cicéri pour l'Opéra de Paris en 1833.